# Manuel Philes
Manuel Philes (* um 1275 oder 1280; † um 1345 oder 1350), von Ephesos, war ein byzantinischer Dichter.
Im frühen Alter zog Manuel Philes nach Konstantinopel, wo er der Schüler von Georgios Pachymeres wurde, zu dessen Ehren er später eine Denkschrift dichtete. Philes scheint sehr viel gereist zu sein, und seine Schriften enthalten sehr viele Informationen über den byzantinischen Kaiserhof und angesehene Byzantiner. Nachdem er einen Kaiser durch indiskrete Bemerkungen in einer Chronographie beleidigt hatte, wurde er ins Gefängnis geworfen, aus welchem er erst nach einer demütigenden Entschuldigung entlassen wurde.
Philes ist das Gegenstück zu Theodoros Prodromos in der Zeit der Komnenen; sein Charakter, wie aus seinen Gedichten deutlich wird, ist der eines bettelnden Poeten, ständig seine Armut vorschiebend und bereit, auf die übertriebenste Schmeichelei zurückzugreifen, um die wohlwollende Aufmerksamkeit der Großen zu erhaschen. Mit einer unbedeutenden Ausnahme sind all seine Werke in Versen verfasst, der Großteil in zwölfsilbigen jambischen Trimetern, der Rest im fünfzehnsilbigen „politischen“ Versmaß.
Manuel Philes dichtete über die vielfältigsten Themen: ein didaktisches Gedicht von über 2000 Versen über die Merkmale von Tieren, hauptsächlich auf der Arbeit Älians und Oppians basierend und Michael IX. Palaiologos gewidmet; über den Elefanten; über Pflanzen; ein nekrologisches Gedicht, vermutlich im Zusammenhang mit einem Todesfall im kaiserlichen Hause; ein Panegyrikus auf Johannes VI. Kantakuzenos, in der Form eines Dialogs; ein Gespräch zwischen einem Mann und seiner Seele; über ekklesiastische Themen, wie beispielsweise Kirchenfeste, christlichen Glauben, die Heiligen und die Kirchenväter; über Kunstwerke, der vielleicht wertvollste Teil seines Werkes wegen deren Haltung zur byzantinischen Ikonographie sowie auch aufgrund seiner literarischen herausragenden Qualität; Gelegenheitsgedichte, meistens in der Form von Bettelsprüchen in Versform.

## Ausgaben
- Manuelis Philae Carmina. Ex codicibus Escurialensibus, Florentinis, Parisinis et Vaticanis nunc primum edidit Emmanuel Miller. Paris 1855–1857.